# Инсулиноподобный фактор роста 1

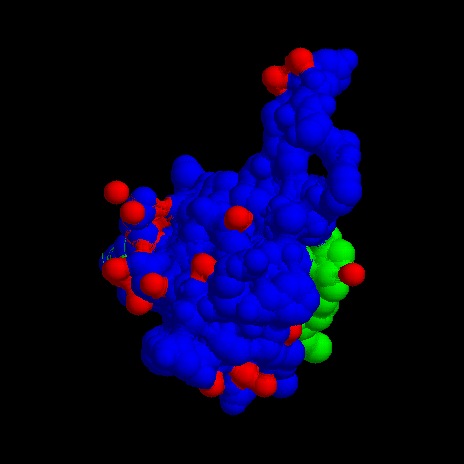
Инсулиноподобный фактор роста-1: цепи А и В окрашены в разные цвета

Инсулиноподобный фактор роста 1 (ИФР-1, соматомедин С, англ. insulin-like growth factor 1, IGF1) — белок из семейства инсулиноподобных факторов роста, по структуре и функциям похожий на инсулин. Он участвует в эндокринной, аутокринной и паракринной регуляции процессов роста, развития и дифференцировки клеток и тканей организма. ИФР-1 состоит из одной полипептидной цепи длиной 70 аминокислотных остатков с тремя внутримолекулярными дисульфидными мостиками. Молекулярная масса ИФР-1 7,6 кДа.
Считается, что этот белок играет активную роль в процессах старения организма: мутации гена ИФР-1 приводили к увеличению продолжительности жизни у лабораторных животных.
Инсулиноподобный фактор роста 1 у человека кодируется геном IGF1.
ИФР-1 является важнейшим эндокринным посредником действия соматотропного гормона, поэтому называется также соматомедином С. ИФР-1 производится гепатоцитами печени в ответ на стимуляцию их соматотропиновых рецепторов. В периферических тканях именно ИФР-1 обеспечивает практически все физиологические эффекты соматотропного гормона. Его последствия были названы «неуправляемой инсулиноподобной деятельностью»[уточнить].

## Действие
ИФР-1 также обеспечивает обратную связь с гипоталамусом и гипофизом по соматотропной оси: от уровня ИФР-1 в крови зависит секреция соматотропин-рилизинг-гормона и соматотропного гормона. При низком уровне ИФР-1 в крови секреция соматотропин-рилизинг-гормона и соматотропина возрастает, при высоком — снижается. Также ИФР-1 регулирует секрецию соматостатина: высокий уровень ИФР-1 приводит к возрастанию секреции соматостатина, низкий — к её снижению. Этот механизм является ещё одним способом регуляции уровня соматотропного гормона в крови. Но действие может быть заторможено недостаточным питанием, нечувствительностью гормона роста, отсутствием реакции рецепторов, или неудачным, ниже необходимого минимума сигнального пути, сообщением рецепторов. В экспериментах на крысах было показано, что концентрация иммунореактивного ИФР-1 в плазме была выше у крыс на казеиновой диете, чем у крыс на диете из соевых бобов или безпротеиновой диете. Также было установлено, что при недостатке ИФР-1 в крови он может продуцироваться в самих мышцах.
Уровень ИФР-1 в крови зависит от действия на печень не только соматотропного гормона, но и половых стероидов и тиреоидных гормонов, глюкокортикоидов, инсулина. При этом инсулин, андрогены, эстрогены повышают секрецию ИФР-1 печенью, а глюкокортикоиды её снижают. Это является одной из причин синергизма инсулина, соматотропина, половых и тиреоидных гормонов в отношении процессов роста и развития организма, роста и дифференцировки тканей, и одной из причин характерного тормозящего действия глюкокортикоидов на процессы линейного роста, полового созревания и пр. ИФР-1 воздействует на развитие всю жизнь, но его уровень в крови не постоянный: наиболее низкий уровень ИФР-1 производства в детстве и в старости, а самый высокий — во время подросткового периода жизни.

## История
ИФР-1 как таковой был открыт в 1978 году и спустя 10 лет он стал использоваться спортсменами как элемент подготовки. Он обрел огромную популярность благодаря тому, что совершенно не нуждается в дополнительных подпитках (курсы стероидов, инсулин и т.п.). Но недавно были выведены и побочные эффекты: увеличение печени, селезёнки, количества злокачественных клеток.

## ИФР1 каскад
ГР/ИФР1 каскад сильно консервативен у различных групп животных (позвоночных и беспозвоночных). В общих чертах он заключается в том, что ИФР1 через свой рецептор запускает каскад реакций, приводящих к ингибированию факторов транскрипции (DAF-16 у C.elegans или FOXO1 у мышей). Вероятно, эти факторы транскрипции регулируют экспрессию генов, которые увеличивают продолжительность жизни.
Если у беспозвоночных животных insulin/ИФР1 — путь один, у высших позвоночных, в том числе, млекопитающих, этот путь подразделяется на два. Эти два пути имеют перекрывающиеся функции, но инсулин главным образом участвует в регуляции метаболизма, а ГР/ИФР1 путь играет важную роль в процессах роста, развития и, возможно, длительности жизни.
Именно гены ИФР-каскада стали первыми открытыми «генами старения» — то есть генами, повреждение которых привело к увеличению продолжительности жизни.

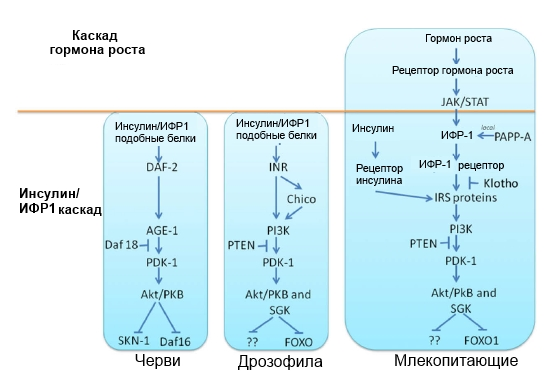
Схематически изображен инсулин\ИФР1 каскад из статьи #[https://www.ncbi.nlm.nih.gov/pubmed/?term=Role+of+the+GH%2FIGF-1+axis+in+lifespan+and+healthspan%3A+Lessons+from+animal+models Role of the GH/IGF-1 axis in lifespan and healthspan: lessons from animal models, Berryman DE, Christiansen JS, Johannsson G, Thorner MO, Kopchick JJ., 2008

## Роль каскада в старении различных животных
Различные животные (позвоночные и беспозвоночные) являются удобными моделями для изучения старения, в связи с их относительно недолгой продолжительностью жизни, возможностью генетических манипуляций и изучением длин их жизни.

### Caenorhabditis elegans
Каскад, который регулирует как увеличение продолжительности жизни, так и диапаузу, был впервые исследован для нематоды Caenorhabditis elegans. В ответ на неблагоприятные внешние условия этот червь переходит в ювенильную форму, которая называется дауэровской («спящей»). В этой форме Caenorhabditis elegans не происходит развития, размножения. Эта форма становится устойчивой к окислительному стрессу. В организме накапливается жир для запасания энергии. Когда условия среды восстанавливаются, нематода возвращается в состояние фертильных взрослых особей. В dauer — форму может перейти только молодая особь, которая не достигла половой зрелости.
Восстановление условий окружающей среды стимулирует активацию инсулин/ИФР-1 сигнального пути. Если мутировать рецептор инсулина/ИФР-1, daf-2 (или более поздние компоненты каскада, PI3-kinase/PDK/Akt), то Caenorhabditis elegans переходит в dauer-форму даже в удовлетворительных условиях окружающей среды. Инсулин/ИФР-1 каскад направлен на ингибирование белка DAF-16, который является фактором транскрипции блока генов, стимулирующих переход в dauer-форму. Мутации пути, которые приводят к увеличению продолжительности жизни, должны быть слабыми. При сильных мутациях и недостаточной активности инсулин/ИФР1 каскада молодая особь может «застрять» в dauer-форме.
Было показано, что помимо продолжительности жизни, описываемый каскад реакций влияет также на фертильность и движение особей. Некоторые мутанты по daf-2 переходили в ювенильную форму, теряли способность к движению. Однако такие проявления нельзя связывать с продолжительностью жизни, так как существуют долгоживущие мутанты по daf-2, чья подвижность и фертильность нормальна (по сравнению с диким типом). Инсулин/ИФР1 путь может регулировать гормональную сигнализацию организма. У организмов, имеющих мутации гена daf-2 только в определенных линиях, наблюдалась увеличенная продолжительность жизни всего организма.

### Drosophila sp.
Drosophila (плодовая мушка) имеет ряд преимуществ для изучения старения: это животное — хорошо изученный модельный организм с разработанными методами генной инженерии по работе с ним, а также хороший объект для генетического нокаута. Плодовые мушки имеют больше сходных черт с человеком (с млекопитающими), чем Caenorhabditis elegans (нематода), — у них есть головной мозг, сердце, гомологи почек. Также у Drosophila сложное поведение. Однако большинство биологических процессов изучено на эмбриотической стадии и до метаморфоза. Взрослая мушка, модельный объект геронтологии, изучена хуже, чем эмбриональная стадия. Несмотря на это, Drosophila является одним из основных модельных организмов в изучении старения.
Как и для Caenorhabditis elegans, для Drosophila мутации, снижающие эффективность ИФР1 каскада, приводят к увеличению продолжительности жизни. Это было показано путём уменьшения количества инсулин-подобных белков и нокаутом субстратов ИФР — рецептора (chico и Lnk). В то же время увеличение экспрессии гомолога DAF-16 FOXO(транскрипционного фактора, регулируемого ИФР-каскадом) тоже приводит к увеличению продолжительности жизни мушек. При уменьшении экспрессии другого обратного регулятора FOXO (14-3-3ε) продолжительность мушек также растет.
Нервная система и жировое тело дрозофил вовлечены в регуляцию продолжительности жизни. Так, нейросекреторными клетками вырабатываются некоторые инсулин-подобные белки (ИПБ). При стрессе активируется Jun-N-terminal kinase (киназа), что приводит к сокращению экспрессии некоторых таких белков (ИПБ2 и ИПБ5), и, как следствие, к уменьшению эффективности работы ИФР1-каскада. При активации этой киназы молекулярными методами наблюдается увеличение продолжительности жизни мушек.
В жировом теле (эквиваленты белой жировой ткани и печени у млекопитающих) произошла редукция ИФР1-каскада. Однако в 2004 году было показано, что увеличение экспрессии FOXO способно увеличить продолжительность жизни организма. Механизмы такого влияния требуют дальнейшего изучения.
Во всех случаях ингибирования ИФР1-каскада было отмечено, что увеличивается активность генов, участвующих в каскадах клеточной детоксикации.
В описанных ранее опытах было показано, что ингибирование ИФР1-каскада увеличивает продолжительность жизни, однако действительно ли это ингибирование замедляет процесс старения?
Уменьшение активности ИФР1-каскада приводит к снижению фертильности самок, что неудивительно, ведь этот каскад играет одну из ключевых ролей в регуляции роста, пролифирации и выживаемости стволовых клеток — предшественниц яйцеклеток. Однако при ограничении питания мушек дикого типа, что приводит, в том числе, в ограничении работы ИФР1-каскада, увеличивает количество половых клеток.
С другой стороны, при снижении эффективности работы каскада (в совокупности с редукцией TOR-сигнальной цепи) замедляется снижение функций сердца, реже наблюдается отрицательный геотаксис. Для мушек, служащих моделями для изучения болезни Альцгеймера, было показано, что редукция компонентов ИФР1-пути приводила к снижению прогрессии патологии. Аналогичные результаты были показаны для ряда других нейродегенеративных заболеваний (например, болезни Паркинсона).

### Млекопитающие
Доказательства влияния ИФР1 каскада на продолжительность жизни были показаны на различных моделях млекопитающих. Хорошим примером могут быть карликовые мутантные мыши, дефицитные по гормону роста.
Карликовые мыши Эймса живут на 50 %, 70 % дольше (самцы, самки), чем мыши "дикого" типа. Эта модель — один из первых примеров способности единичного гена значительно продлевать жизнь у млекопитающих. Аутосомальные рецессивные мутации ведут к гипопитуитаризму, проявляющемуся в снижении синтеза и секреции гормона роста (ГР), пролактина и тиреоидстимулирующего гормона (ТСГ). У этих мышей снижен уровень инсулинподобного фактора роста 1 (IGF-1) и инсулина в крови, повышена чувствительность к инсулину и понижена температура тела. Как самцы, так и самки карликовых мышей бесплодны, у них выражена иммунодепрессия. Показано, что у этих мышей в печени снижен уровень глутатиона и аскорбиновой кислоты и увеличена активность каталазы по сравнению с контролем, что проявляется большей устойчивостью к окислительному стрессу. Частота возникновения спонтанных опухолей у карликовых и нормальных мышей одинакова. Однако карликовые мыши живут значительно дольше, чем нормальные, и возможно, что опухоли развиваются у них позднее.
Карликовые мыши Снелл (Snell), у которых имеется мутация в гене Pit1 (гипофизарно-специфичный транскрипционный фактор 1), регулируемом геном Prop-1, также живут много дольше, чем нормальные мыши, что связывают с дефицитом у них продукции гормона роста. Дефицит гормона роста у карликовых мышей Снелл приводит к снижению секреции инсулина и IGF-1 и снижению передачи сигнала, опосредованного генами рецептора инсулина InR, IRS-1 или IRS-2 и Р13К, вовлеченными в контроль продолжительности жизни. Авторы полагают, что мутация Pit-1 приводит к такому состоянию физиологического гомеостаза, которое благоприятствует долголетию.
У гомозиготных мышей с выключенным геном рецептора гормона роста (GHR-/-) наблюдается некоторое замедление роста, пропорциональная карликовость, уменьшение длины костей и содержания костных минералов, отсутствие рецептора гормона роста и ГР-связывающего белка, значительное уменьшение содержания в крови IGF-1 и связывающего его белка-3 и увеличение в сыворотке крови концентрации ГР. Они живут значительно дольше, чем гетерозиготные (GHR+/-) животные или мыши дикого типа (GHR+/+).
Также у грызунов, которых посадили на диету (ограниченное питание), наблюдалось снижение уровня инсулина и ИФР1. Снижалось количество запасаемого жира, стимулировалась иммунная система. Продолжительность жизни возрастала на 30—40 %. Генетические модели также показали влияние ИФР1 каскада на продолжительность жизни.

#### Изучение болезни Альцгеймера на мышах
Чтобы создать систему для изучения болезни Альцгеймера, в мышах был экспрессирован β-амилоид. У здорового человека идет экспрессия этого белка, и в норме этот белок не токсичен, однако β-амилоид может образовывать димеры и олигомеры, которые обладают нейротоксичностью и вызывают болезнь Альцгеймера. При редукции ИФР1-каскада у мышей наблюдалось агрегирование β-амилоид в более масштабные ансамбли, что уменьшало их токсичность и замедляло процесс развития болезни.
По аналогии с другими животными, у млекопитающих ИФР1-каскад негативно регулирует факторы трансляции генов FOXO. FOXO — это сильно консервативное у млекопитающих семейство генов, необходимых для выживания организма в стрессовых условиях. Более того, при редукции ИФР1 сигнала у мышей наблюдалась бОльшая устойчивость к оксидативному стрессу. Таким образом, на мышах, моделированных для изучения болезни Альцгеймера, было показано комплексное влияние ИФР1-каскада на защитные системы организма.

### Роль каскада в старении человека
В 2009 году было проведено исследование на группе пожилых европеоидов. Исследовали 30 генов insulin/ИФР1-сигнального пути. В ходе этого исследования были найдены SNP, достоверно связанные с продолжительностью жизни. Один из этих SNP был найден в гене AKT1. И еще две SNP в гене FOXO3A были связаны с продолжительностью жизни у женщин.
AKT1 — это одна из тирозинкиназ, которая способна фосфорилировать FOXO3A. Фосфорилированный белок не может проникнуть в ядро и активировать гены семейства FOXO. FOXO3A — это один из трех человеческих гомологов фактору трансляции DAF-16 у Caenorhabditis elegans.
Интересно, что SNP, влияющие на продолжительность жизни, были найдены в интронах, функции которых еще не известны.
Для человека важную роль играет соотношение ГР/ИФР1. При относительно большом количестве гормона роста (при недостатке ИФР1) могут развиться такие симптомы, как ожирение, умственная отсталость, непереносимость глюкозы (синдром Ларона).

## Исследования

### Предрасположенность к раку
Путь ИФР сигнализации имеет патогенную роль в развитии рака. Исследования показали, что при повышенном уровне ИФР усиливается рост раковых клеток. Кроме того у людей с синдромом Ларона риск развития рака существенно меньше. Изменения в диете, в частности, веганская диета, уменьшающие активность ИФР-1, могут быть связаны с уменьшением риска рака. Однако, несмотря на значительные исследования, противораковые терапии, влияющие на ИФР-1, не показали впечатляющих результатов в клинических испытаниях.

### Инсульт
Была показана эффективность ИФР-1 при инсульте у мышей в комбинации с эритропоэтином. Были зафиксированы поведенческие и клеточные улучшения.

### Нейродегенеративные заболевания
Клинические испытания вещества ибутаморен, которое повышает уровень ИФР-1 у пациентов, не продемонстрировало улучшений симптомов болезни Альцгеймера. Другое исследование продемонстрировало отсутствие замедления прогрессирования болезни у пациентов с БАС, однако другие исследования показали значительные улучшения при ИФР-1-заместительной терапии у пациентов с БАС, поэтому ИФР-1 имеет потенциал для лечения БАС. Однако в целом исследования показали противоречивые результаты.

## Фармакологическое использование
Пациенты с тяжелым первичным дефицитом ИФР-1 могут лечиться либо ИФР-1, либо ИФР-1 вместе с IGFBP3 (ИФР-связывающий белок типа 3). Мекасермин (выпускается под брендом Инкрелекс) — синтетический аналог ИФР-1, утверждённый для лечения нарушений роста. ИФР-1 производится в промышленных масштабах с использованием дрожжей или E. coli.